# American Dream Meadowlands

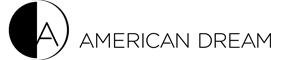
Logo des American Dream Meadowlands

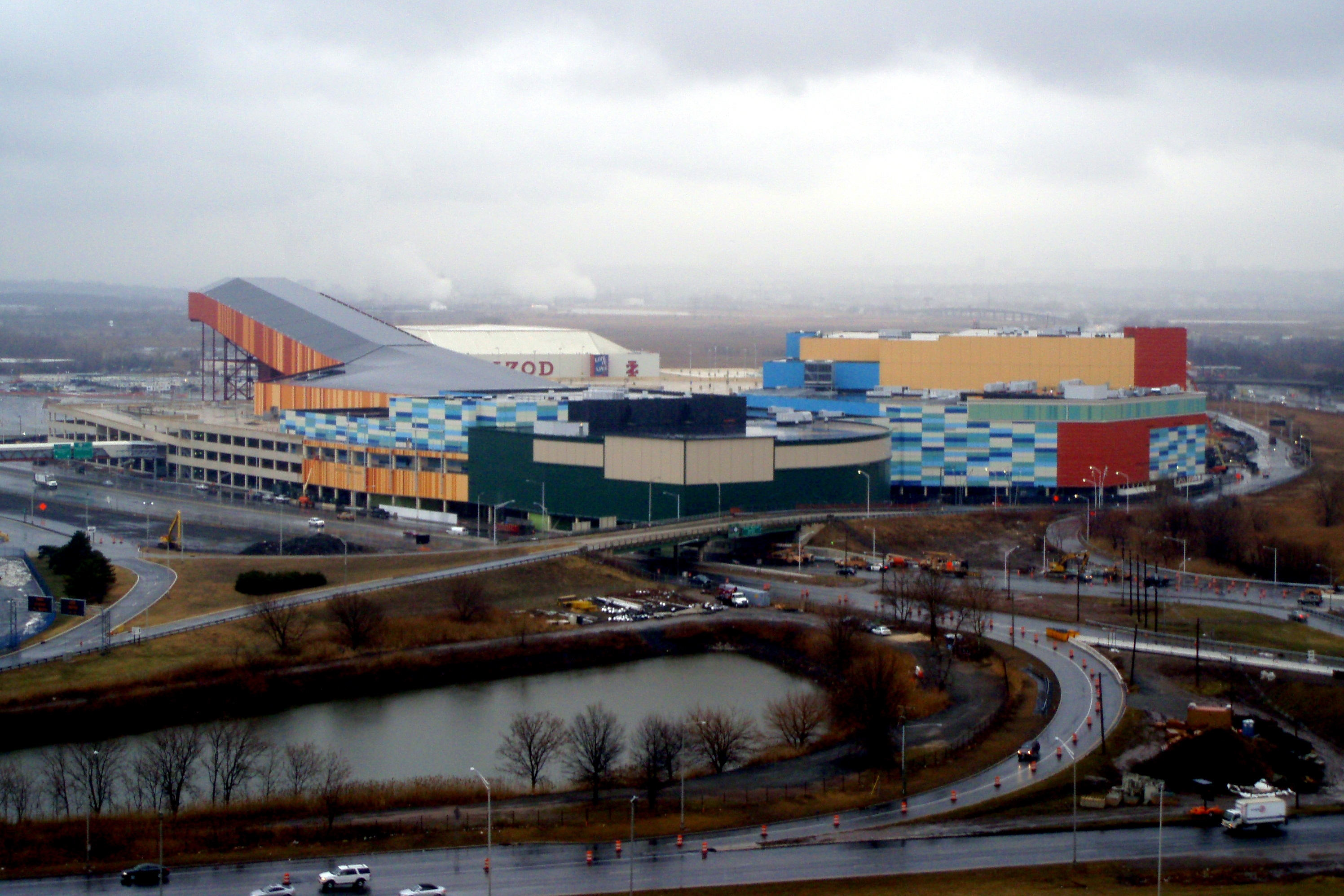
Der Komplex während der Bauarbeiten 2009

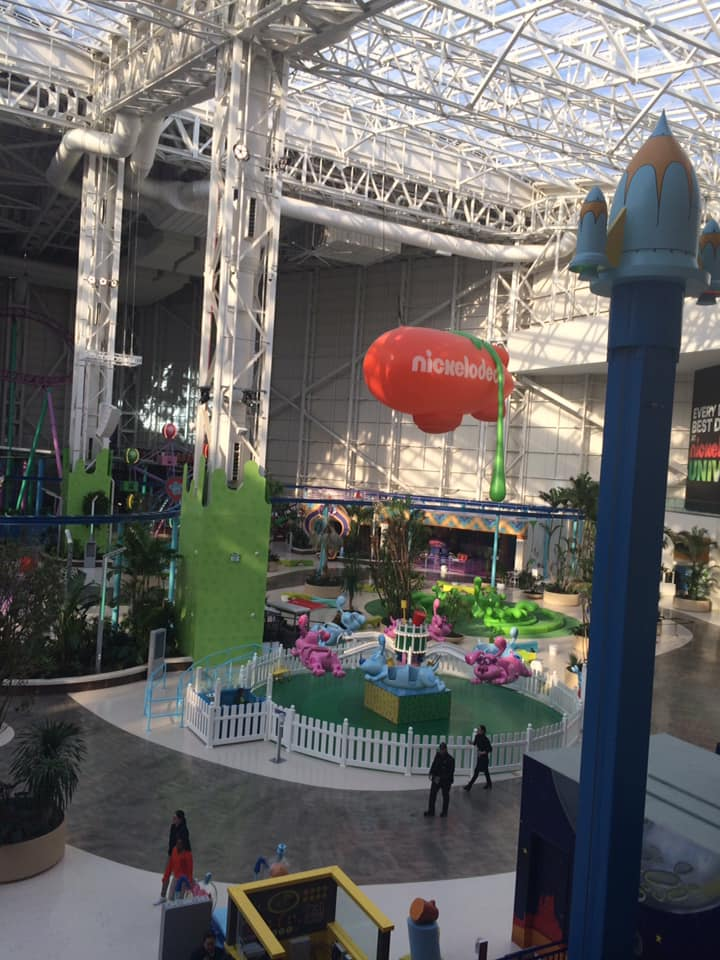
Innenansicht des Nickelodeon Universe in dem American Dream Komplex

American Dream Meadowlands, ursprünglich bekannt als Meadowlands Xanadu, ist ein Einzelhandel- und Entertainmentkomplex im Meadowlands Sports Complex in East Rutherford, Bergen County, New Jersey. Die Eröffnung der letzten Teilbereiche erfolgte am 1. Oktober 2020. Nach der Mall of America im Bundesstaat Minnesota gilt sie als die zweitgrößte Mall in den Vereinigten Staaten, allerdings gab es auch Monate nach der Eröffnung noch viele Leerstände im Einzelhandelsbereich.

## Hauptattraktionen
- SkiDome, eine 23.000 m² große Indoor-Skipiste.
- Skydiving Simulator, eine Fallschirm-Simulationsanlage mit vertikalem Windkanal.
- The Rink at American Dream, eine öffentliche Indoor-Eislaufbahn. Hier spielten in der Saison 2022/23 die Metropolitan Riveters Liga-Eishockey.[2]
- Live Performing Arts Theater, als Theater- und Konzerthalle nutzbar, mit einer Kapazität von 3.000 Leuten.
- Amusement Park, ein klimatisierter Indoor-Themenpark mit Glasdach.
- Water Park, ebenfalls klimatisierter Wasserpark.
- Movie Theater, mit über 5.000 Plätzen eines der größten seiner Art.
- Legoland Discovery Center, das größte Discovery Center in den USA.

## Kritik
Dieses Projekt hat viele Kritiker, CBS New York kritisiert:
- die zu teuren Parkplatzgebüren, alles ab einer halben Stunde kostet Geld
- Überlastung des New Jersey Straßennetzes, das schon voll ausgelast ist
- Umweltbedenken
- schlechte Erreichbarkeit aus New York City